# دمیتری بولیکین
دمیتری بولیکین (روسی: Дмитрий Олегович Булыкин؛ زادهٔ ۲۰ نوامبر ۱۹۷۹) یک بازیکن فوتبال اهل روسیه است.

## باشگاهی
از باشگاه‌هایی که در آن بازی کرده‌است می‌توان به فورتونا دوسلدورف، لوکوموتیو مسکو، آژاکس آمستردام، اندرلشت، توئنته و دینامو مسکو اشاره کرد.

## تیم ملی
وی همچنین در تیم ملی فوتبال روسیه بازی کرده است.